# تداخل مجموعي
في علم النفس، التداخل المجموعي (بالإنجليزية: Systemic intervention)‏ هو عمليةٌ مدروسَةٌ فيها مؤثّراتٌ تداخليةٌ تقوم على الطلب من الناس أن يحدثوا تغييراتٍ في حيواتهم. ويحلل كيفية تعامل الناس مع التحديات في الألفية المعاصرة بما في ذلك كيفية ارتباطاتهم القوية وكيفية تشكيلهم للعلاقات مع الآخرين. غامر ميدغلي بمنهجٍ جديدٍ يخصّ أنظمة الفلسفة والنظرية الاجتماعية التي يمكن أن تُطوّر استعمالات متنوعة للتفكير المجموعي متعدد الجوانب من أجل التداخل المجموعي. يمكن أن تستخدم الطرائق العلمية كجزءٍ من الممارسة التداخلية. على كل حال، إنه لا يتعامل مع كل مشاكل التفكير المجموعي بالإضافة لتعقيد العِلم.

## نموذج التداخل المجموعي
تبحث نماذج التداخل المجموعي عن الوعي بالمؤثّرات الأخرى مع التركيز على القضايا المتناقضة باحترافيةٍ عندما يكون ذلك ممكنًا. يُمكن أن تُعرّف هذه المؤثّرات بأنها شخصٌ مفردٌ أو مجموعة من المجتمع لديها نوايا موكلةٌ إليها. لا يتعين على هذه المجموعة أن تشارك غايةً مكافئةً للتداخل المجموعي إلا أنها تتطلب صفةً غالبةً لمدلول درجة الفئة. يوسّع الفعل الذي يؤدي إلى الحطّ من آثار نزع القوة وتعريض المؤثّرات لمجازات احترافية منظورَ الناس حول إمكانيات تطوير المعرفة التأملية والتغيير.
يشمل التداخل المجموعي حدثًا للتغيير من خلال منظورٍ علمي. يرى الأشخاص العالم على أنه متصلٌ بكل شيءٍ لكن بوجود حدودٍ هي القيود التي تتوقف عندها قدرة البشر على الاستكشاف. اشتُقّت نظرية نماذج التداخل المجموعي من أربع وجهات نظرٍ هي البنيوية وعلم نفس المجتمع والتفكيكية ومنهج التفسير والتفكير المجموعي الناقد. من خلال هذه النظرية أُسسِت تسع قواعد ستشكّل نماذج التداخل المجموعي المثالية.
المعايير التسعة هي:
- يجب أن يكون التركيز الأساسي على الظاهرة المبهمة.
- يجب أن ينشأ تفسيران متناقضان على الأقل لظاهرة صعبة الحل.
- يجب أن يُشدَّد على الاتجاه الناشِئ من خلال استقصاء الحُكم الحدي المتنوع المحتمل.
- عندما تبدأ عملية التداخل، يجب أن يشمل الاستقصاء كل شيء (حتى لو سبب الالتزام بالعملية نقدًا حديًا لا يمكن تجنبه).
- سيجري البحث عن المنضمين للتجربة وإشراكهم.
- يجب أن يكون سبب التداخل محددًا وواضحًا وبالتالي يمكن أن يعلن عنه للمشاركين. لهذا، تعطى المؤثّرات المسؤولية الاستطرادية.
- يجب أن تُفحص الظاهرة من ناحية طبيعتها وماذا يجب أن تكون وكيفية إدراكها.
- يجب أن تُبرّر المخاوف والإجراءات التداخلية.
- يجب الشك بدور المؤثرات في التداخل.

## التفكير المجموعي الناقد
التفكير المجموعي الناقد هو منهجٌ مجموعيٌ تداخليٌ يعتمد على إطار التفكير المجموعي. بحسب جيرالد ميدغلي فإن التفكير المجموعي يُبنى على ثلاثة مواضيع للنقاش تقوم عليها الأبحاث الإضافية في هذا المجال، هذه المواضيع هي: التحسين والوعي الناقد والتعددية المنهجية. يختلف فلود وجاكسون مع ذلك إذ يعتقدان أنها يجب أن تُدعى «التزامات» بدلًا من «مواضيع للنقاش»، بينما كان ميدغلي ضد ذلك لأن كلمة التزام تشير إلى تسليمٍ دون نقد. تفسر مواضيع النقاش كيف أنها عبارة عن وجهات نظرٍ مختلفةٍ لجعل التفكير المجموعي أكثر حيويةً وارتباطه النقدي مع إدراكاتٍ متنوعةٍ ضمن الارتباطات البحثية. غالبًا ما يشار للتحسين بأنه تغيير أو تطوير ويمثّل التركيز الأساسي للتداخل المجموعي. يمكن أن يحدث التحسين بواسطة المشاركين في التجربة عندما تتعرف المؤثّرات على طموحات الانتقال الفيزيائي أو السلوكي خلال التداخل. قد يكون لحاملي الأسهم المختلفين وجهات نظرٍ مختلفةٍ حول العناصر التي تندمج في التحسين. يحدث التحسين المستديم عندما يطرأ تغييرٌ إيجابيٌ على المستقبل المجهول المحتمل دون وجود تشعّباتٍ غير مرغوبةٍ. من المهم دعم تحسين الوعي الناقد ما يسمح بتحديد مشاكل التداخل المجموعي المختلفة. يميل الوعي الناقد ليرتبط مع الأحكام الحدية لمن تكون مناظيرهم مشمولة في البحث من أجل التداخل المجموعي.

### التعددية المنهجية
نظرًا للمناهج المتنوعة المستخدمة في التداخل المجموعي والمشتقة من تجمّع الأمثلة والتي طُوّرت من أجل استخداماتٍ عديدةٍ، يدمج هذا التنوعات معًا بعد ذلك لتكثيف تأقلمها وفعاليتها فيما يخص أداءها التداخلي المجموعي. من الضروري اعتناق الممارسين المجموعيين للتعددية المنهجية لأنها مصدرٌ بالغ الأهمية للتداخلات المجموعية المتنوعة والمنهجيات التي ابتكِرت خلال القرن العشرين وبالتالي فهي تمثل تفكيرًا ناقدًا للتداخل المجموعي. بالإضافة لذلك، تعطي الطرائق والمنهجيات افتراضات نظرية متنوعة يمكن أن تقترح خيارات بين الطرائق والنظريات حول أي نظرية هي الأكثر ملائمةً.
هناك نوعان من التعددية المنهجية. الأولى هي التعلّم من المنهجيات الأخرى ليطلع المرء نفسه. يسمح ذلك لكل المؤثّرات أن تملك القدرة على السعي إلى تحليلها البحثي باستمرار من خلال رؤية المنهجية على أنها حيوية وقيد التطور. بالإضافة لذلك، يمكن لهذه المؤثرات أن تدرس أبحاث الآخرين المتطورة وبالتالي لا داعي للمنافسة ضد بعضها البعض.
النوع الثاني من التعددية المنهجية هو الانجرار والاندماج مع المنهجيات الأخرى. يؤدي هذا النوع لمرونةٍ متزايدةٍ واستجابة لفعل التداخل المجموعي. عبر هذه التعددية المنهجية، يمكن أن تستكشف الطرائق المتنوعة لنماذج التداخل المجموعي ما يسمح للمؤثرات بتقوية موارد تفكيرها من أجل التداخل المجموعي.